# Falsischnolea nigrobasalis
Falsischnolea nigrobasalis är en skalbaggsart som beskrevs av Stefan von Breuning 1940. Falsischnolea nigrobasalis ingår i släktet Falsischnolea och familjen långhorningar. Inga underarter finns listade i Catalogue of Life.